# Bruine bergspanner
De bruine bergspanner (Euphyia frustata) is een dagactieve nachtvlinder uit de familie Geometridae (spanners).
De vlinder is slechts enkele keren in Nederland en België gezien.